# Star Wars: The Clone Wars (phim truyền hình 2008)
Star Wars: The Clone Wars (Chiến tranh giữa các vì sao: Chiến tranh vô tính) là một chương trình hoạt họa 3D kĩ xảo CGI của Hoa Kỳ thành lập bởi George Lucas và được sản xuất bởi Lucasfilm và CGCG Inc. Sê-ri bắt đầu với một bộ phim lẻ được phát hành vào ngày 15 tháng 8 năm 2008, và ra mắt trên trên Cartoon Network vào ngày 3 tháng 10, 2008. Các sự kiện trong phim xảy ra trong thiên hà giả tưởng Star Wars trong 3 năm giữa 2 phần phim Attack of the clones và Revenge of the Sith. Bộ phim bắt đầu George Lucas đã nói rằng sẽ chắc chắn có hơn 100 tập phim được sản xuất. Dave Filoni là đạo diễn của loạt phim, mỗi tập dài trung bình khoảng 22 phút, trong khung thời gian chiếu là nửa giờ.Trailer đầu tiên của loạt phim được giới thiệu trên trang web Star Wars vào tháng 5, 2007.
The Clone Wars là một thành công lớn trên bảng xếp hạng, trở thành một trong những chương trình được đánh giá cao nhất của Cartoon Network trong lần phát hành đầu tiên của nó. Trong suốt quá trình phát hành, sê-ri phim đã nhận được sự đón nhận khá tích cực từ các nhà phê bình, những lời tán dương về kịch bản, tình tiết hành động, nhân vật, hình ảnh, diễn xuất lồng tiếng, những giai điệu nhạc phim. Bộ này cũng đã thu hút được một lượng lớn người hâm mộ và cũng đã được đề cử cho nhiều giải thưởng trong ngành, bao gồm Giải thưởng Daytime Emmy và Giải thưởng Annie.

Đầu năm 2013, Lucasfilm tuyên bố rằng The Clone Wars sẽ "kết thúc". Mười ba tập phim chưa được công chiếu gộp thành mùa thứ sáu mới đã được phát hành ở Hoa Kỳ trên nền tảng trực tuyến Netflix, kèm theo toàn bộ các tập trước của loạt phim, bắt đầu từ ngày 7 tháng 3 năm 2014. Super RTL, một mạng truyền hình Đức, đã bắt đầu phát sóng các tập của mùa 6 vào ngày 15 tháng 2 năm 2014. Một dự án được gọi là The Clone Wars Legacy chuyển thể các câu chuyện, nội dung của phim mà chưa kịp được sản xuất thành các định dạng khác, như truyện tranh và tiểu thuyết để phục vụ người hâm mộ trung thành. Mặc dù vậy, sê-ri phim đã được hồi sinh làm mùa thứ bảy và cũng là mùa cuối cùng với 12 tập mới, và bắt đầu được công chiếu trên Disney+ vào ngày 21 tháng 2 năm 2020.

## Nội dung
Mùa một cho thấy nhiều cuộc chiến giữa phe Cộng Hòa và phe Liên minh Thương mại cùng  các cuộc phiêu lưu của các nhân vật chính với tướng Grevious và Dooku là hai nhân vật phản diện chính. Trong mùa hai thì người Sith đã thuê các thợ săn tiền thưởng để lấy trộm thông tin cũng như tiêu diệt các mục tiêu nhất định. Trong khi đó, các Jedi dẫn quân đội chống lại người máy chiến đấu của phe li khai. Mùa ba và mùa bốn thì tập trung hơn vào các câu chuyện xa ra khỏi chiến trường, Anakin thì bước lại gần phe Bóng Tối hơn.
Mùa năm gồm 5 câu chuyện riêng lẻ, 3 trong số đó tập trung vào nhân vật Ahsoka. Đồng thời, cũng tập trung vào một số kẻ thù cũ trở lại. Mùa sáu hé lộ sự thật về sự hình thành của cuộc chiến vô tính và Sắc lệnh 66. Palpatine có được quyền lực ngày càng lớn mạnh, trong khi đó Yoda thấy được bản chất của Thần lực.
Vào mùa cuối cùng khi sê-ri quay trở lại năm 2020, mùa bảy, các sự kiện phim sẽ diễn ra đồng thời với các sự kiện trong Sự báo thù của người Sith, và mô tả Trận vây hãm ở Mandalore, một trận chiến được nhắc đến nhiều trong vũ trụ Star Wars, nó cũng sẽ tập trung vào nhân vật Ahsoka khi cô chiến đấu với Darth Maul và cũng mô tả những gì đã xảy ra với cô, Thuyền trưởng Rex và những người lính vô tính khác mà đã loại bỏ chip ức chế của họ, trong thời gian Lệnh 66 khi mà Palpatine lệnh xử tử gần hết Jedi, và chiếm lấy Cộng hòa, biến nó thành Đế chế Thiên hà.

## Các tập phim
| Mùa | Mùa  | Số tập | Số tập | Phát sóng gốc       | Phát sóng gốc       | Phát sóng gốc   |
| Mùa | Mùa  | Số tập | Số tập | Phát sóng lần đầu   | Phát sóng lần cuối  | Network         |
| --- | ---- | ------ | ------ | ------------------- | ------------------- | --------------- |
|     | Phim | Phim   | Phim   | 15 tháng 8 năm 2008 | 15 tháng 8 năm 2008 | Phim chiếu rạp  |
|     | 1    | 22     | 22     | 3 tháng 10 năm 2008 | 20 tháng 3 năm 2009 | Cartoon Network |
|     | 2    | 22     | 22     | 2 tháng 10 năm 2009 | 30 tháng 4 năm 2010 | Cartoon Network |
|     | 3    | 22     | 22     | 17 tháng 9 năm 2010 | 1 tháng 4 năm 2011  | Cartoon Network |
|     | 4    | 22     | 22     | 16 tháng 9 năm 2011 | 16 tháng 3 năm 2012 | Cartoon Network |
|     | 5    | 20     | 20     | 29 tháng 9 năm 2012 | 2 tháng 3 năm 2013  | Cartoon Network |
|     | 6    | 13     | 13     | 15 tháng 2 năm 2014 | 7 tháng 3 năm 2014  | Netflix         |
|     | 7    | 12     | 12     | 21 tháng 2 năm 2020 | 8 tháng 5 năm 2020  | Disney+         |

## Diễn viên

### Nhân vật chính
- Matt Lanter lồng tiếng Anakin Skywalker
- Ashley Eckstein lồng tiếng Ahsoka Tano
- James Arnold Taylor lồng tiếng Obi-Wan Kenobi và Plo Koon
- Dee Bradley Baker lồng tiếng lính vô tính, Saesee Tiin, Onaconda Farr, Bossk, Arok the Hutt, và Đô đốc Trench
- Tom Kane lồng tiếng Người dẫn chuyện, Yoda, và Đô đốc Wulff Yularen
- Matthew Wood lồng tiếng Tướng Grievous, Người máy chiến đấu, Poggle the Lesser, và Wat Tambor

### Nhân vật phụ
- Ian Abercrombie lồng tiếng Palpatine
- Tim Curry lồng tiếng Palpatine[15] (mùa 5-6)
- Ahmed Best lồng tiếng Jar Jar Binks
- Clancy Brown lồng tiếng Savage Opress
- Corey Burton lồng tiếng Dooku, Cad Bane, Ziro the Hutt, Chairman Papanoida
- Terrence C. Carson lồng tiếng Mace Windu
- Olivia d'Abo lồng tiếng Luminara Unduli
- Anthony Daniels lồng tiếng C-3PO
- Robin Atkin Downes lồng tiếng Castas, Cham Syndulla, Cin Drallig, Ima-Gun Di, Rush Clovis
- Dave Filoni lồng tiếng Embo, Jakoli
- Nika Futterman lồng tiếng Asajj Ventress, Chi Eekway Papanoida, Gardulla the Hutt, Sy Snootles, TC-70
- Brian George lồng tiếng King Katuunko, Chi Cho, Ki-Adi-Mundi
- Anna Graves lồng tiếng Satine Kryze, Sugi, Meena Tills, Tiplar, Tiplee
- Jennifer Hale lồng tiếng Aayla Secura, Riyo Chuchi
- Phil LaMarr lồng tiếng Bail Organa, Kit Fisto, Orn Free Ta
- James C. Mathis III lồng tiếng Gregar Typho
- Angelique Perrin lồng tiếng Adi Gallia, Mama the Hutt
- Meredith Salenger lồng tiếng Barriss Offee, Che Amanwe Papanoida, Ione Marcy, Pluma Sodi
- Kath Soucie lồng tiếng Mon Mothma, Jek Lawquane, Mina Bonteri
- Jason Spisak lồng tiếng Lux Bonteri, Zinn Paulness
- Stephen Stanton lồng tiếng Mas Amedda, Tarkin, Colonel Meebur Gascon, Moralo Eval
- Catherine Taber lồng tiếng Padmé Amidala
- Tasia Valenza lồng tiếng Shaak Ti
- Matthew Wood lồng tiếng Tướng Grievous, Battle Droids, Poggle the Lesser, Wat Tambor

### Khách mời
- Pernilla August lồng tiếng Shmi Skywalker
- Seth Green lồng tiếng Todo 360
- Mark Hamill lồng tiếng Darth Bane
- Andrew Kishino lồng tiếng Saw Gerrera
- James Marsters lồng tiếng Faro Argyus
- Simon Pegg lồng tiếng Dengar
- George Takei lồng tiếng Lok Durd
- David Tennant lồng tiếng Huyang

## Quá trình sản xuất
Vào tháng 4,2005 diễn ra Lễ hội Star Wars Celebration III, Lucas nói rằng "Chúng tôi đang triển khai một dự án tiếp nối 3D của thí điểm trên Cartoon Network; có lẽ chúng tôi sẽ không bắt đầu dự án cho một năm nữa". Vào tháng 7,2005 loạt phim bắt đầu đi vào giai đoạn tiền sản xuất. Sansweet coi loạt phim như "Thế hệ tiếp theo của loạt sử thi Star Wars, một loạt phim được cắt 30 phút, kĩ xảo máy tính 3D dựa trên sự kiện Chiến tranh vô tính xảy ra giữa Episode II... and Episode III." Sansweet miêu tả cái nhìn của loạt phim như " Một sự kết hợp giữa anime châu Á và kỉ xảo máy tính." Sản xuất được thực hiện ở xưởng Lucasfilm Animation ở Singapore.
Theo như một tuyên bố khác của Sansweet, "Lucasfilm Animation sẽ thuê tổng cộng hơn 300 họa sĩ kĩ thuật số và một số khác ở cả California và Singapore đẻ không chỉ sản xuất loạt phim, mà còn các loạt phim khác trông tương lai". Ông nói về loạt phim, "để có được tiến triển về loạt phim,  Lucasfilm Animation đã phải thuê nhà sản xuất chính và những tài năng sáng tạo để dẫn dắt dự án loạt phim đầu tiên." Sansweet đã nói rằng "một yếu tố lớn của tương lai Star Wars và Lucasfilm chính là kỉ xảo CGI".
Lucasfilm Ltd. và Lucasfilm Animation sử dụng phần mềm Autodesk để sản xuất loạt phim. Chương trình mô phỏng Maya 3D đã được sử dụng để tạo ra thế giới,loài vật và các nhân vật chi tiết. Các họa sĩ cũng xem xét lại thiết kế từ loạt phim Star Wars: Clone Wars khi đang thiết kế hoạt hình cho phim và loạt phim mới.
Vào tháng 3 năm 2007 Lucas có mặt ở 2007 PaleyFest, Lucas đã hé lộ rằng loạt phim đang trong giai đoạn chuyển thành từng tập, một số tập sẽ không tập trung vào Anakin Skywalker; một số tập sẽ tập trung vào lính vô tính và các nhân vật khác. Lucas tiết lộ các chi tiết trong một buổi phỏng vấn với người hâm mộ, một nhân vật mới Ashoka Tano, hơn 100 tập phim và sự xuất hiện của Boba Fett. Trong một buổi phỏng vấn vào ngày 24 tháng 9 năm 2007, Lucas đã xác nhận 39 tập của loạt phim đã được hoàn thành.
Vào ngày 8, tháng 4 năm 2007, Ain't It Cool News thông báo rằng Eric Rigler đã thực hiện một bản nhạc cho loạt chương trình. Rigler nói rằng mỗi hành tinh trong Clone Wars phải có riêng nhạc dạo.
Mùa 6,7 và 8 vẫn đang được sản xuất dang dở trong thời gian chương trình bị hoãn vào tháng 3, năm 2013.

## Các phương tiện truyền thông khác
Bảy trò chơi điện tử đã được ra mắt, dựa theo nhân vật của bộ phim.
- Star Wars: The Clone Wars – Lightsaber Duels phát hành ngày 11, tháng 11, năm 2008 trên Wii.
- Star Wars: The Clone Wars – Jedi Alliance phát hành ngày 11, tháng 11, năm 2008 trên Nintendo DS.
- Star Wars: The Clone Wars – Republic Heroes DS phát hành ngày 9, tháng 10, năm 2009 trên Nintendo DS.
- Star Wars: The Clone Wars – Republic Heroes phát hành ngày 9, tháng 10, năm 2009 trên Microsoft Windows, Xbox 360, PlayStation 3, Wii, PlayStation Portable, và PlayStation 2.
- Lego Star Wars III: The Clone Wars phát hành tháng 3, năm 2011
- Clone Wars Adventures vào tháng 9, năm 2010
- Disney Infinity 3.0 vào tháng 9 năm 2015.

## Di sản
Trong khi loạt phim bị hoãn vào tháng 3 năm 2013 do Disney mua lại bản quyền của LucasFilm, vẫn còn rất nhiều tập phim đang được sản xuất. 13 trong số đó đã hoàn thành một phần của mùa sáu  Season 6: The Lost Missions nhưng vẫn còn nhiều tập chưa được trình chiếu. Vào tháng 9 năm 2014, StarWars.com đã hé lộ một số tập chưa trình chiếu

### Darth Maul: Son of Dathomir
Một loạt 4 tập tiếp tục câu chuyện của Darth Maul sau sự kiện trong phần 5 tập phim The Lawless. Nó cho thấy tại sao Darth Maul có thể hồi sinh lại trong mùa 4 tập phim Brothers. Bốn tập có tựa đề là: The Enemy of my Enemy, A Tale of two Apprentices, Proxy War và Showdown on Dathomir. Sau đó, chúng được chuyển thành bộ truyện tranh 4 phần và được phân phối vào tháng 8, năm 2014.

### Crystal Crisis on Utapau
Vào tháng 9, năm 2014, 4 tập phim chưa hoàn thành có tựa đề là: A Death on Utapau, In Search of the Crystal, Crystal Crisis và The Big Bang. Chúng gần được hoàn thành ở giai đoạn tiền chuyển thể thành phim. Nó cho thấy câu chuyện về Obi-Wan và Anakin điều tra về một vụ buôn bán đá Kyber và vũ khí trên Utapau. Nó cũng cho thấy cảm xúc của Anakin khi Ahsoka bỏ lại Hội đồng Jedi.

### Bad Batch
Một loạt 4 tập nói về một người lính vô tính cùng tên. Nó được công bố trên trang web StarWars.com trước ngày 29, tháng 4, năm 2015.

### Dark Disciple
một loạt 8 tập với Asajj Ventress và Jedi Quinlan Vos được chuyển thể thành một cuốn tiểu thuyết của Christie Golden có tên là Dark Disciple, xuất bản vào ngày 7, tháng 7, năm 2015.. 8 tập này có tên là: Lethal Alliance, The Mission, Conspirators, Dark Disciple, Saving Vos, Part I, Saving Vos, Part II, Traitorvà The Path.